# Stanisław Ryszard Dobrowolski
Stanisław Ryszard Dobrowolski (ur. 14 marca 1907 w Warszawie, zm. 27 listopada 1985 tamże) – poeta, prozaik i tłumacz, członek grupy poetyckiej Kwadryga. Uczestnik powstania warszawskiego. Po wojnie oficer polityczny Ludowego Wojska Polskiego. Budowniczy Polski Ludowej.

## Życiorys
Urodził się 14 marca 1907 w Warszawie, w robotniczej rodzinie Franciszka Ksawerego i Władysławy z Jasieńskich. Ukończył Liceum Ogólnokształcące im. Mikołaja Reja i zdał maturę. W latach 1926–1927 studiował na Uniwersytecie Warszawskim filologię polską, a następnie w latach 1927–1929 prawo. W 1926 roku zadebiutował utworami poetyckimi na łamach „Robotnika”. W 1929 wydał tom poezji Pożegnanie Termopil. 1 czerwca 1930 był świadkiem na prawosławnym ślubie Konstantego Ildefonsa Gałczyńskiego. W latach 30. zainicjował grupę poetycką Kwadryga. Był rzecznikiem (wspólnie z Lucjanem Szenwaldem) radykalnego programu „sztuki uspołecznionej”. W 1937 roku został redaktorem miesięcznika „Nowa Kwadryga”.
W okresie okupacji niemieckiej działał w konspiracji literackiej, brał udział w powstaniu warszawskim, został oficerem Armii Krajowej ps. Goliard. Był jeńcem Stalagu 344 Lamsdorf (Łambinowice) i Oflagu II D Gross-Born. Z obozu został uwolniony w lutym 1945 przez żołnierzy z 18 Pułku Piechoty 1 Armii Wojska Polskiego w czasie walk o przełamanie Wału Pomorskiego. Wstąpił do Ludowego Wojska Polskiego, gdzie pełnił funkcje oficera politycznego i korespondenta wojennego „Polski Zbrojnej” w czasie operacji zdobycia Berlina. 
Po zakończeniu wojny został redaktorem czasopisma „Polska Zbrojna”. W latach 1945–1946 był sekretarzem generalnym Związku Zawodowego Literatów Polskich. W latach 1947–1948 pełnił funkcję zastępcy redaktora naczelnego „Nowin Literackich”. Został powołany na dyrektora departamentu w Ministerstwie Kultury i Sztuki. W latach 1949–1968 piastował urząd prezesa ZAIKS-u. W latach 1954–1957 był kierownikiem literackim Zespołu Pieśni i Tańca „Mazowsze”. W latach 1958–1959 był redaktorem naczelnym „Żołnierza Polskiego”. W okresie 1954–1964 był wiceprezesem Związku Literatów Polskich. Od 1949 roku był członkiem PZPR. Awansował do stopnia pułkownika WP. Od 1962 był członkiem Ogólnopolskiego Komitetu Pokoju.
W 1947 roku wydał broszurę propagandową, w 1968 roku popierał politykę PZPR, a w 1969 roku wydał antysemicką powieść Głupia sprawa. W 1976 roku wystąpił na wiecu na Stadionie X-lecia w Warszawie, nazywając robotniczy protest w Radomiu i Ursusie „warcholstwem”. Wypowiedź tę uwiecznił zespół „Kult” w utworze „45–89”.

Od 1974 roku był członkiem Zarządu Głównego, a od 1983 roku członkiem Krajowej Rady Towarzystwa Przyjaźni Polsko-Radzieckiej. W lipcu 1984 był członkiem Społecznego Komitetu Obchodów 40-lecia Polski Ludowej w Warszawie.

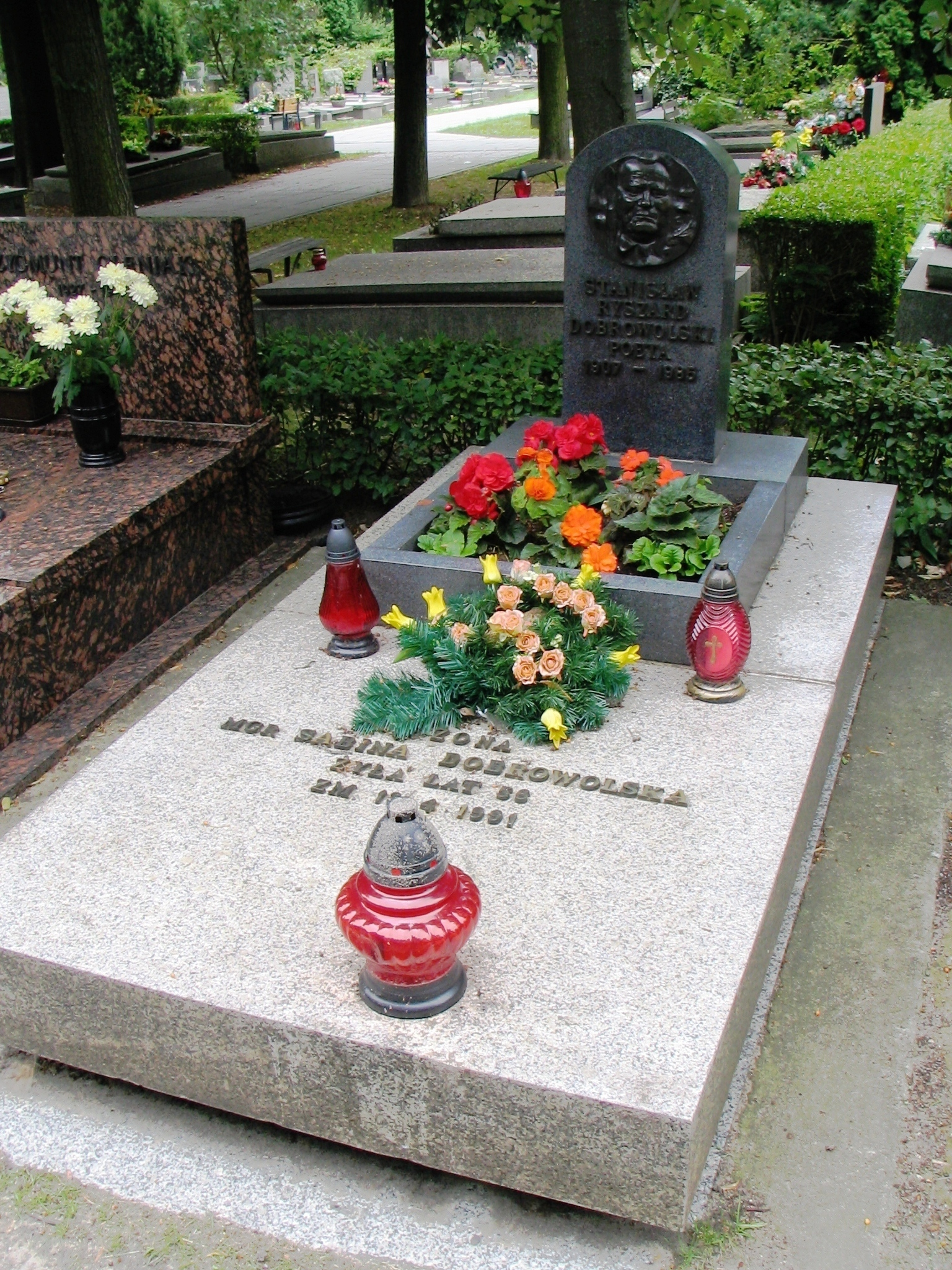
Grób Stanisława R. Dobrowolskiego i jego żony Sabiny.

Trzykrotnie żonaty. Po raz pierwszy, od 1931 był mężem pianistki Cecylii z domu Berenson (1908–1953), w latach 1961–1972 jego żoną była Helena Jadwiga Kołaczkowska z domu Massalska, w 1973 roku ożenił się z Sabiną Stefanią z domu Figiel (1935–1991).
Zmarł w Warszawie, pochowany z honorami 3 grudnia 1985 na cmentarzu Wojskowym na Powązkach w Warszawie (kwatera 31 A-tuje-8). Wśród najwyższej rangi uczestników pogrzebu w ówczesnej prasie wymieniono Halinę Auderską - prezes Związku Literatów Polskich, oraz Witolda Nawrockiego - kierownika Wydziału Kultury Komitetu Centralnego PZPR.
Zarządzeniem zastępczym z dnia 13 grudnia 2017 Wojewoda Mazowiecki, w związku z ustawą z dnia 1 kwietnia 2016 o zakazie propagowania komunizmu lub innego ustroju totalitarnego przez nazwy budowli, obiektów i urządzeń użyteczności publicznej (Dz. U. z 2016 r. poz. 744), zmienił dotychczasową nazwę ulicy położonej w Płocku ze Stanisława Ryszarda Dobrowolskiego na Braci Jeziorowskich.

## Charakterystyka twórczości
W utworach przedwojennych przejawiają się zainteresowania Dobrowolskiego tradycją romantyczną. Wiodącą linią jego twórczości jest jednak temat protestu społecznego i ruchów rewolucyjnych, na przykład, w utworze Powrót na Powiśle autor przedstawia wydarzenia rewolucji 1905 roku. Jednym z głównych tematów dzieł Dobrowolskiego jest Warszawa: jej społeczeństwo, atmosfera, tradycje.
W okresie okupacji niemieckiej Dobrowolski pisał przeważnie teksty do pieśni patriotycznych. Szczególną popularność zyskały Szturmówka i Warszawskie dzieci.
W powojennych wierszach dominuje tematyka osobista. Refleksje nad własnymi przeżyciami Dobrowolski zawarł, na przykład, w tomikach poezji Nasza rzecz, A jeśli komu droga..., Dom i inne wiersze. Dobrowolski jest autorem powieści historycznych. Dzieła Jakub Jasiński, młodzian piękny i posępny oraz cykl Czerwieńcy poświęcone zostały tematyce insurekcji kościuszkowskiej. Powieści Saga rodzin i Na Powiślu i na Woli poruszają dzieje warszawskich rodzin robotniczych. Powieści Nasz czas, Trudna wiosna, Głupia sprawa i Esperanza odwołują się do tradycji rewolucyjnych, wojny domowej w Hiszpanii w roku 1936 i wydarzeń z okresu II wojny światowej. Poemat Generał Walter, napisany został na cześć generała Karola Świerczewskiego, który zmarł w 1947 roku. Dobrowolski jest autorem tekstu hymnu XVII LO w Warszawie. Był także autorem wiersza Stalin na cześć Józefa Stalina.
Zainteresowania Dobrowolskiego Warszawą zaowocowały współpracą z Mieczysławem Bermanem, z którym wspólnie wydał dzieło Bruki Warszawy, książkę poświęconej warszawskim robotnikom.
Dobrowolski tłumaczył też poezję radziecką: Mikołaja Asiejewa i Maksyma Tanka.

## Dorobek literacki

### Poezja
- A jeśli komu droga... – 1959
- Autoportret – 1932
- Dom i inne wiersze – 1964
- Doświadczenia – 1974
- Generał Walter – 1949
- Janosik z Tarchowej – 1937
- Drugi notatnik warszawski – 1955
- Lirycznie i nielirycznie – 1974
- Nad Norwidem – 1935
- Nasza rzecz – 1953
- Nim się stanie – 1967
- Notatnik warszawski – 1950
- Pieśni o wojnie i pokoju – 1978
- Pióro na wichrze – 1946
- Poezje wybrane – 1953
- Powrót na Powiśle – 1935
- Pożegnanie Termopil – 1929
- Szturmówka – okupacja
- Warszawskie dzieci – 1944
- Wiersze i poematy – 1966
- Wróżby – 1934

### Proza
- Baśń o Janosiku – 1955
- cykl Czerwieńcy: cz. 1 Warszawska karmaniola – 1955, cz. 2 Piotr i Anna – 1957
- Drugi notatnik warszawski – 1955
- Dzień dzisiejszy – 1966
- Esperanza – 1976
- Głupia sprawa – 1969
- Jakub Jasiński, młodzian piękny i posępny – 1951
- Na powiślu i na Woli – 1974
- Nasz czas – 1961
- Notatnik warszawski – 1950
- Saga rodu – 1971
- Trudna wiosna – 1961

### Publicystyka i pamiętniki
- Miłe złego początki – 1984
- Tamte dni i lata – 1981
- Wolność – ale jaka? – 1947

### Dramaty
- Spartakus – 1947

## Ordery i odznaczenia
- Order Budowniczych Polski Ludowej (1977)[16]
- Order Sztandaru Pracy I klasy
- Krzyż Komandorski z Gwiazdą Orderu Odrodzenia Polski (dwukrotnie: po raz pierwszy 11 lipca 1955[17])
- Order Sztandaru Pracy II klasy (22 lipca 1949)[18]
- Krzyż Walecznych
- Krzyż Partyzancki
- Medal „Za waszą wolność i naszą” (1966)[19]
- Medal 40-lecia Polski Ludowej[20]
- Medal 10-lecia Polski Ludowej (19 stycznia 1955)[21]
- Brązowy Medal „Za zasługi dla obronności kraju” (1967)[22]
- Medal ZAiKS-u (1993)[23]
- Złota odznaka honorowa „Za Zasługi dla Warszawy” (1960)[24]
- Medal "Za zasługi w rozwoju współpracy kulturalnej między Polską a Związkiem Radzieckim" (przyznany przez ZG TPPR, 1974)[25]
- Order Przyjaźni Narodów (ZSRR, 1984)[26]
- Medal „20-lecia Światowej Rady Pokoju” (1969)[27]

## Nagrody i wyróżnienia
- Nagroda m.st. Warszawy (1950, 1965)[28]
- Nagroda Ministra Obrony Narodowej II stopnia za całokształt twórczości (1963, 1976)
- Nagroda literacka Ministra Kultury i Sztuki I stopnia (1965)
- Tytuł Honorowego Obywatela Płońska (1967)[29]
- Nagroda Trybuny Ludu (1979)[30]